# السياسة الاقتصادية الجديدة

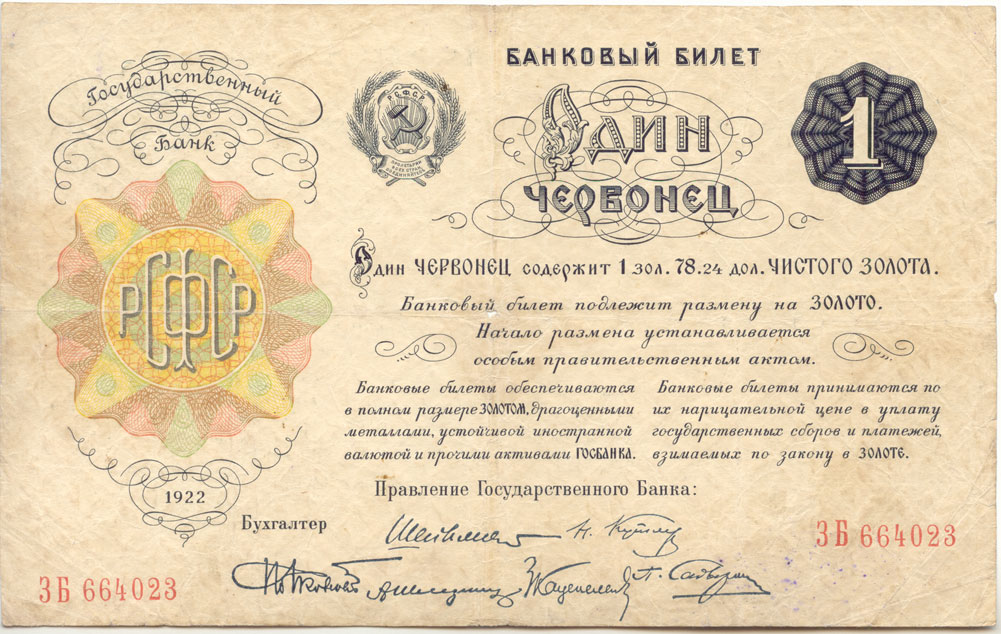

السياسة الاقتصادية الجديدة (بالروسية: новая экономическая политика) سياسة اقتصادية تبنّاها الحزب الشيوعي السوفيتي عام 1921 م، وهي تمثّل تراجعاً مؤقتاً عن خط الاشتراكية النظرية المكبّلة بقيود المركزية المفرطة. من أبرز سماتها إطلاقها حرية التجارة داخل البلاد، وتشجيعها الرساميل الأجنبية على العمل في الاتحاد السوفيتي، واعترافها الضمنيّ بحقوق الملكية الشخصية التي سبق للدولة أن ألغتها.